# 6 tháng 5
Ngày 6 tháng 5 là ngày thứ 124 (125 trong năm nhuận) trong lịch Gregory. Còn 239 ngày trong năm.

## Sự kiện
- 1682 – Quốc vương Louis XIV của Pháp chuyển triều đình của ông đến Lâu đài Versailles.
- 1935 – Máy bay tiêm kích Curtiss P–36 Hawk thực hiện chuyến bay đầu tiên.
- 1937 - Vụ cháy Thảm họa Hindenburg của Đức Quốc Xã bị cháy.
- 1942 – Chiến tranh thế giới thứ hai: Nhật Bản chiếm quyền kiểm soát Philippines.
- 1945 – Chiến tranh thế giới thứ hai: Chiến dịch Praha bắt đầu, đây là chiến dịch lớn cuối cùng của Liên Xô và Đồng Minh tại châu Âu.
- 1951 – Chính phủ Việt Nam Dân chủ cộng hoà ban hành sắc lệnh thiết lập Ngân hàng Quốc gia Việt Nam. Ngân hàng có nhiệm vụ quản lý ngân quỹ quốc gia, quản lý ngoại tệ, quản lý kim dụng bằng các thể lệ hành chính, đấu tranh tiền tệ với địch.
- 1973 – In Tam bắt đầu đảm nhiệm chức vụ thủ tướng của Cộng hòa Khmer, song chỉ tại nhiệm trong 7 tháng.
- 1994 – Nữ vương Anh Elizabeth II và Tổng thống Pháp François Mitterrand hành lễ khánh thành đường hầm qua eo biển Manche.
- 2023 - Lễ đăng quang của Quốc vương Anh Charles III và Vương hậu Camilla

## Sinh
- 1835 – Nguyễn Phúc Miên Khách, tước phong Bảo An Quận công, hoàng tử con vua Minh Mạng nhà Nguyễn (m. 1858).
- 1837 – Nguyễn Phúc Hồng Kiện, tước phong An Phước Quận vương, hoàng tử con vua Thiệu Trị (m. 1895).
- 1861 – Rabindranath Tagore, nhà thơ người Ấn Độ (m. 1941)
- 1912 – Nguyễn Huy Tưởng, nhà văn người Việt Nam (m. 1960)
- 1947 – Alan Dale, diễn viên New Zealand
- 1953 – Tony Blair, thủ tướng Anh
- 1983 – Dani Alves, cầu thủ bóng đá người Brazil
- 1987 – Dries Mertens, cầu thủ bóng đá người Bỉ
- 1992 – Baek Hyun, ca sĩ người Hàn Quốc (nhóm EXO)
- 1993 – Kim Da-som, ca sĩ người Hàn Quốc (nhóm Sistar)
- 1994 – 
  - Mateo Kovacic, cầu thủ bóng đá người Croatia
  - Kay Trần, ca sĩ, rapper người Việt Nam

## Mất
- 1932 – Paul Doumer, tổng thống Pháp
- 1968 – Lưu Kim Cương, Chuẩn tướng Quân lực Việt Nam Cộng hòa (s. 1933)
- 2010 – Nhà thơ Hoàng Cầm.
- 2012 – Doanh nhân người Mỹ gốc Việt Trần Đình Trường.
- 2015 – Nicôla Huỳnh Văn Nghi, nguyên Giám mục chính tòa Giáo phận Phan Thiết